# I. Eleonóra arboreai királynő
I. Eleonóra (1340. június 6. – 1404. szeptember 23.), szárdul: Elianora I, reina/judikessa/judighissa de Arbarèe, katalánul: Elionor I d’Arborea, franciául: Éléonore, reine/jugesse d’Arborée, olaszul: Eleonora, giudicessa/regina di Arborea, spanyolul: Leonor, jueza de Arborea, latinul: Alienora I, iudicessa/regina Arboreae, Arborea királynője (judex) Szardínia szigetén. Cardonai Elfa empúriesi grófné dédanyjának, Arboreai Bonaventura jéricai bárónénak az unokahúga.

## Élete

Szardínia négy történelmi királysága: Arborea, Gallura, Kalaris (Cagliari) és Torres (Logudoro)

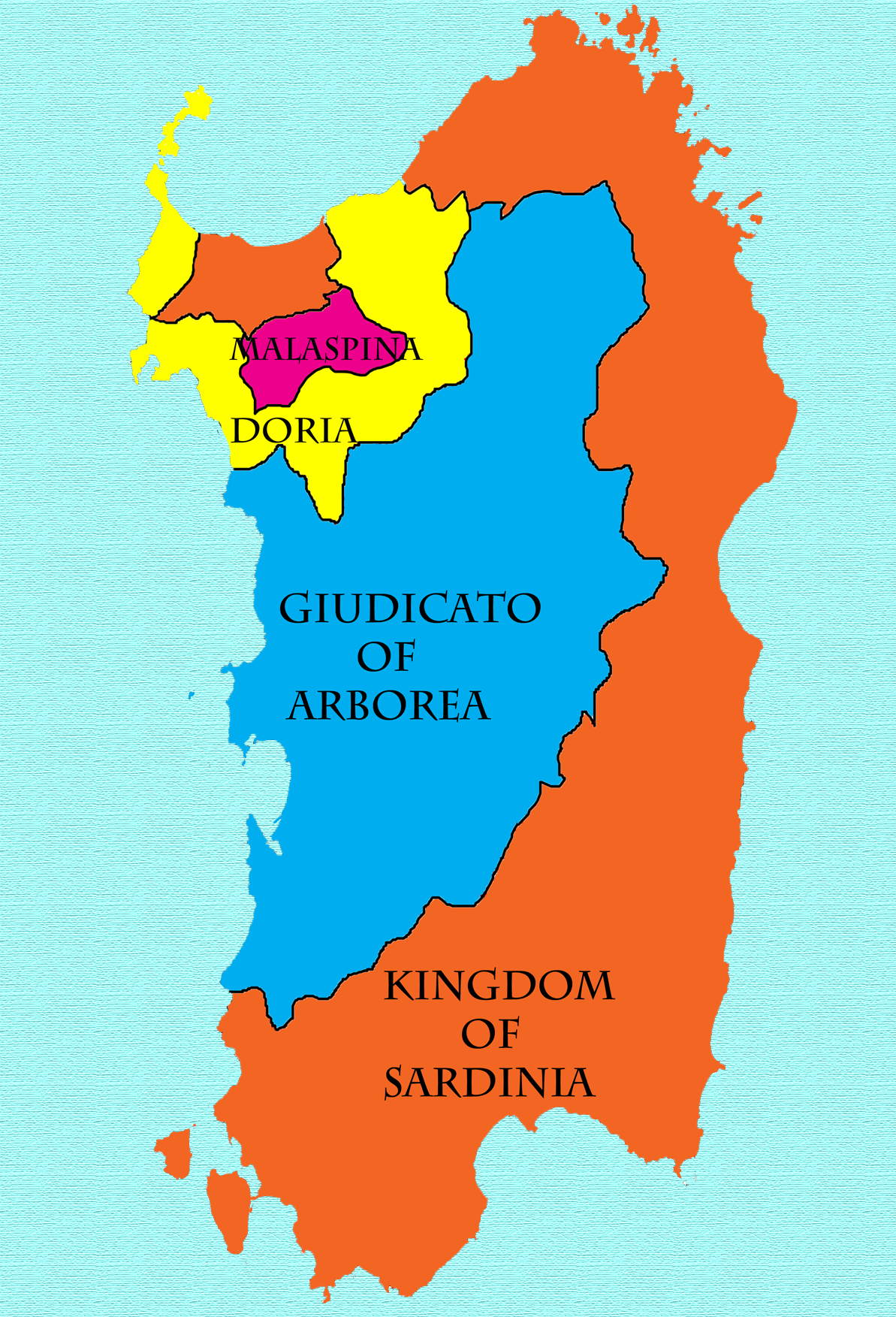
Az Arboreai Királyság kiterjedése 1324-ben, a Szárd Királyság megalapításakor

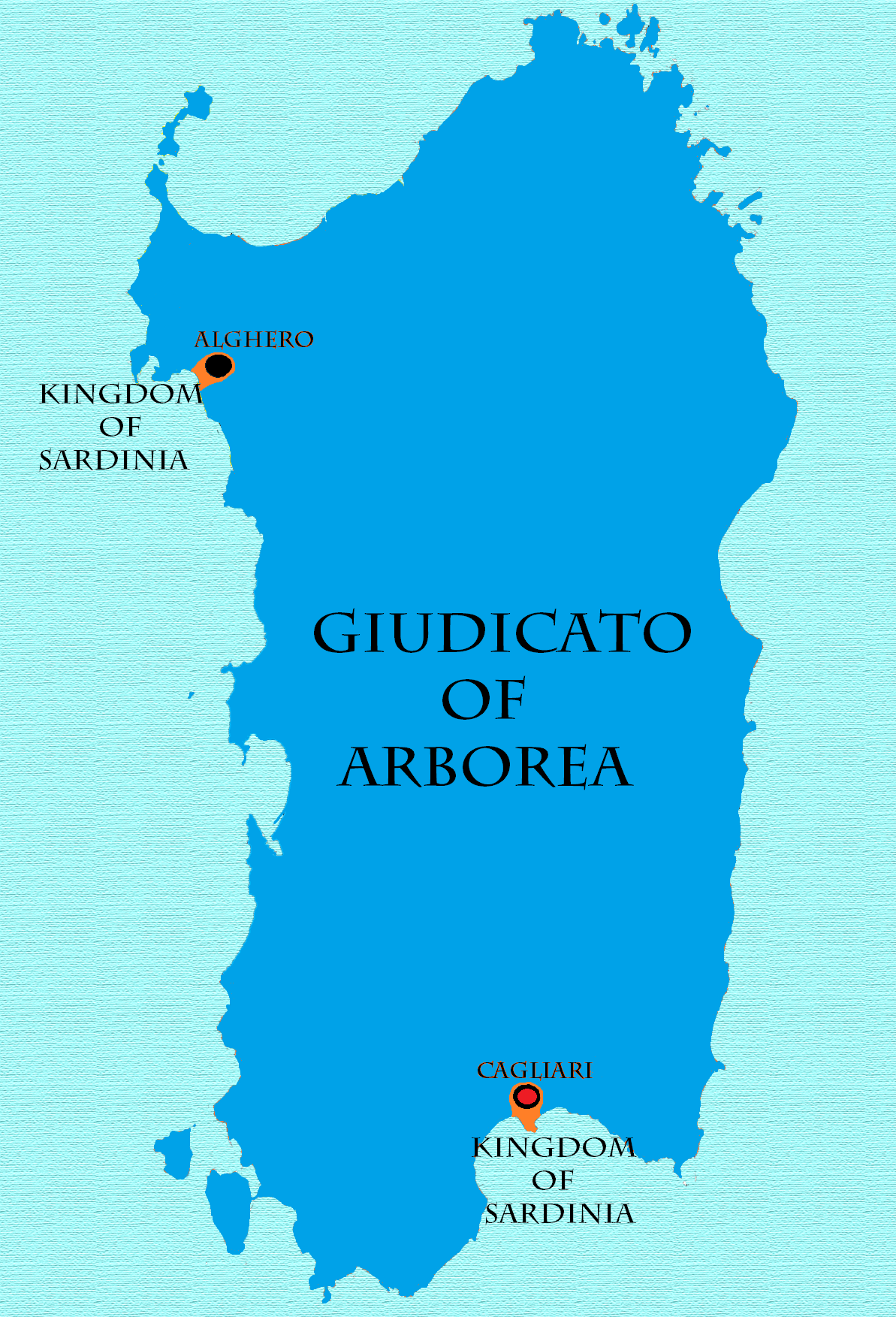
Az Arboreai Királyság kiterjedése 1368 és 1388, valamint 1392 és 1409 között

A Baux/Balzo-házból származó IV. Marián (1319 körül–1375) arboreai király (judex) és Rocabertí Timbor (1318–1364) algrófnő lánya, akiknek négy gyermekük született.
Az elsőszülött lányuk volt Eleonóra, akinek a férje 1376-tól Brancaleone Doria (1337–1409), Monteleone grófja, és házasságukból két fiú jött a világra, akikkel együtt uralkodott.
I. Frigyes (1377–1387) korai halála után az öccse, V. Marián (1378/79–1407) uralkodott, és miután I. Eleonóra pestisben meghalt, az özvegye, Brancaleone Doria kormányzott a fia nevében, aki túlélte a fiát.
Mivel V. Marán nem nősült meg, és gyermekei nem születtek, így örökölhette a trónt Eleonóra húgának, Atboreai Beatrix (1343 körül–1377) hercegnőnek az unokája, Vilmos az unokatestvére halála után 1407-ben, akit I. Vilmos néven 1409. január 13-án Oristanóban királlyá koronáztak. 
Beatrix IX. (VII.) Imre (?–1388) narbonnei algrófhoz ment feleségül, és hét gyermekük született, köztük Vilmos apja, I. Vilmos, Narbonne algrófja.

## Emlékezete
Az eleonóra-sólyom (Falco eleonorae) a nevét a királynőről kapta.

## Gyermekei
- Férjétől, Brancaleone Doria (1337–1409) monteleonei gróftól, 2 fiú:
  - Frigyes (1377–1387), I. Frigyes néven Arborea királya (judex)
  - Marián (1378/79–1407), V. Marián néven Arborea királya (judex), nem nősült meg, gyermekei nem születtek.